# حصارسرخ (میان‌جلگه)
حصارسرخ، روستایی در دهستان غزالی بخش مرکزی شهرستان میان‌جلگه در استان خراسان رضوی ایران است.

## جمعیت
بر پایه سرشماری عمومی نفوس و مسکن در سال ۱۳۹۵، جمعیت این روستا برابر با ۴۷۵ نفر (۱۴۶ خانوار) بوده است.